# Resolució 2211 del Consell de Seguretat de les Nacions Unides
La Resolució 2211 del Consell de Seguretat de les Nacions Unides fou adoptada per unanimitat el 26 de març de 2015. El Consell va renovar el mandat de la MONUSCO a la República Democràtica del Congo per un altre any fins al 31 de març de 2016.

## Contingut
Les accions de les Forces Democràtiques per a l'Alliberament de Ruanda (FDLR), les Forces Democràtiques Aliades (AFF), l'Exèrcit de Resistència del Senyor (LRA), les Forces Nacionals d'Alliberament (FNL) i altres grups armats nacionals i estrangers havien provocat una forta crisi a l'est del Congo. La ràpida neutralització de les FDLR tenia la màxima prioritat. De fet, hi havia més de 2,7 milions de desplaçats interns i més de 490.000 refugiats. El brutal assassinat de centenars de civils a prop de Beni va ser específicament condemnat. Beni es troba prop de la frontera amb Uganda, i se'n va culpar al grup ADF.
No sols els grups rebels, sinó també l'exèrcit congolès (FARDC) i la Policia Nacional Congolesa (PNC) eren sospitosos de violacions dels drets humans; fins i tot durant les manifestacions a Kinshasa, Goma i Bukavu el gener de 2015. Es va demanar al govern que treballés encara més pel professionalisme de les seves forces de seguretat.
El mandat de la MONUSCO i, per tant, de la seva brigada d'intervenció es va estendre fins al 31 de març de 2016. També es van aprovar les propostes al secretari general per millorar l'eficiència de la força, que es reduiria en 2.000 homes. La protecció de la població seria la seva tasca principal, a més de neutralitzar els grups rebels, l'enfortiment del govern del Congo i ajudar a organitzar eleccions.